# 埃丹·特納
埃丹·特納（Aidan Turner，1983年6月19日—）是愛爾蘭的一位演員。他最著名的作品包括在電影霍比特人中飾演Kíli角色。